# 황화초등학교 봉동분교
황화초등학교 봉동분교는 대한민국 충청남도 논산시 연무읍 마봉로347번길 10-1 (봉동리)에 있었던 초등학교 분교이다.

## 연혁
- 1964년 9월 3일 황화국민학교 봉동분실 설치
- 1966년 3월 14일 봉동국민학교 설치
- 1984년 3월 27일 병설유치원 인가
- 1996년 3월 1일 봉동초등학교로 개칭
- 1999년 9월 1일 황화초등학교 봉동분교 (분교장 격하)
- 2004년 3월 1일 본교로 통폐합